# モラスコ隕石
座標: 北緯52度29分24秒 東経16度53分47秒 / 北緯52.49000度 東経16.89639度

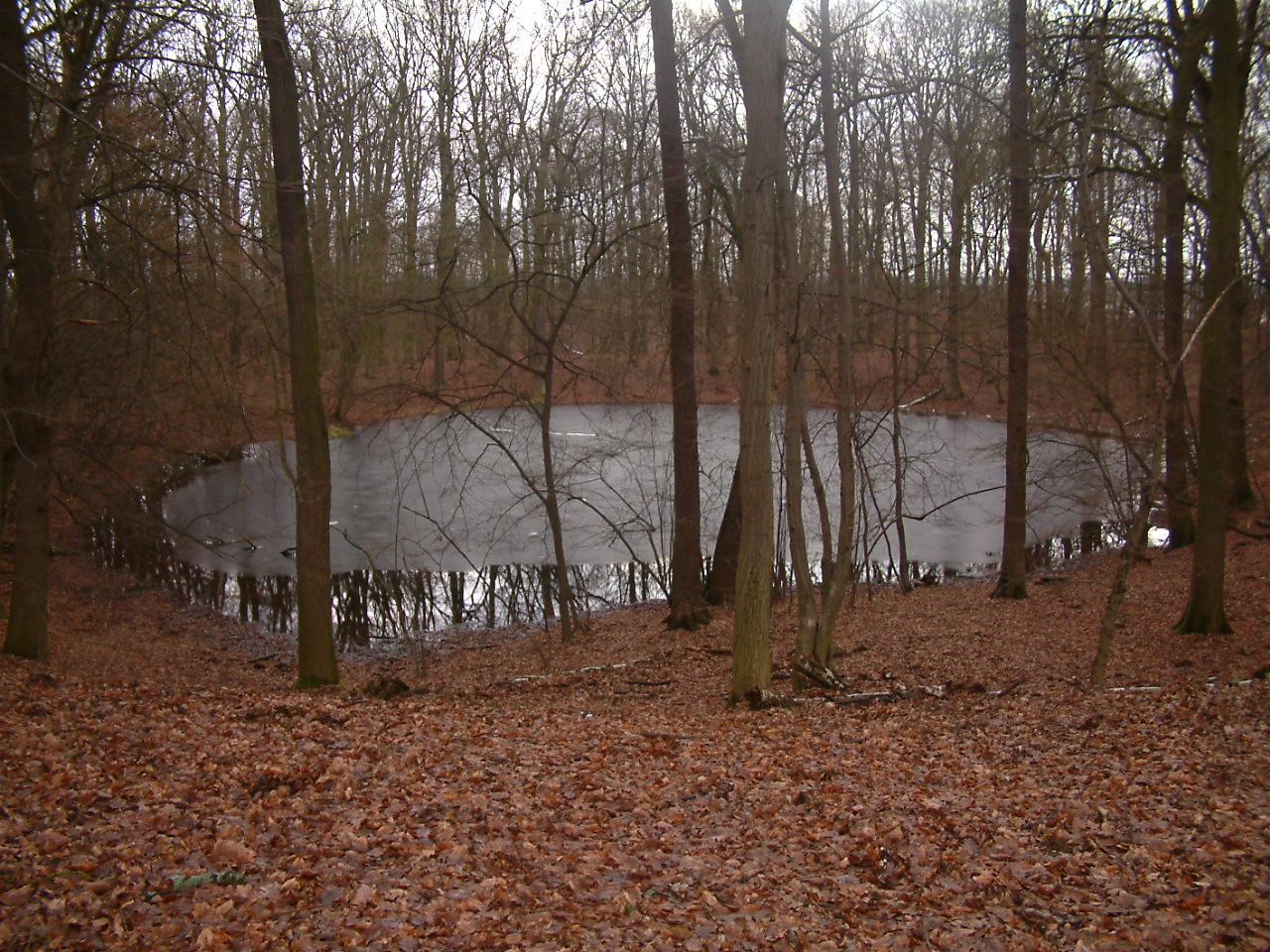
クレーター

モラスコ隕石（モラスコいんせき、Morasko Meteorite）は1914年11月12日にポーランドのポズナンの北16kmのモラスコ村で発見された鉄隕石である。衝突地点には7つのクレーターがある。
第一次世界大戦が勃発してまもなく、ドイツ軍が塹壕を掘った時50cmほどの深さに77.5kgの金属塊が発見され、ベルリンで分析され鉄の成分比が92%である隕石であることが確かめられた。その後、近くで隕石が発見されトータルで350kgとなった。1956年に92kgの隕石が発見され、これは現在ポーランド科学アカデミーの地質学研究所に保存されている。さらに1996年には164kg、2012年には約300kgの隕石が発見されている。
隕石が落下したのは約5000年前であったと考えられている。小惑星帯から飛来し、毎時11,000kmから18,000kmの速さで地球の大気圏に突入した天体の大部分は蒸発したが、約200トンが地上近くで爆発したと考えられている。
隕石はIIICDに分類されるオクタヘドライトで、化学成分は92%が鉄、7%がニッケルで、500ppmのゲルマニウム、100ppmのガリウムと1ppmのイリジウムが含まれている。
1976年、クレーター周辺の55ヘクタールが自然保護区に指定された。